# John Dewey
John Dewey (Burlington, 20 oktober 1859 – New York, 1 juni 1952) was een Amerikaans filosoof, psycholoog en pedagoog. Zijn werk leverde onder andere belangrijke bijdrage aan de pedagogische wetenschappen, de opvoedingsfilosofie en de filosofische stroming van het pragmatisme. Dewey wordt ook vaak beschouwd als de vader van het functionalisme. Dit is een school binnen de psychologie die zich toespitst op de functie van de bewuste ervaring en het gedrag. Door sommigen wordt hij tevens genoemd als een van de belangrijkste filosofen van de 20e eeuw.
In zijn pleidooi en verdediging van de democratie, beschouwde Dewey dat er op twee vlakken - scholen en de burgermaatschappij - nood aan reflectie en herziening was, met vooral het oog op het stimuleren van creativiteit en pluralisme. Dewey stelde dat volledige democratie moest worden verkregen niet alleen door uitbreiding van het stemrecht naar alle lagen van de maatschappij, maar ook door ervoor te zorgen dat er een volledig gevormde publieke opinie bestaat. Dit bereikt men door effectieve communicatie tussen burgers, deskundigen en politici, maar ook - en zo is de link gelegd met de pedagogie - door een goede opvoeding en goed onderwijssysteem. Dewey was er immers van overtuigd dat de school een samenleving in het klein was, waar kinderen werden klaargestoomd tot volwaardige burgers van de samenleving.

## Korte biografie

### Afkomst en studies
John Dewey was geboren in Burlington, Vermont op oktober 1859. Zijn vader had een kruidenierszaak in Burlington. Zijn grootvader langs moeders zijde was verkozen in het Amerikaanse Huis van Afgevaardigden. Dewey had nog twee broers. John studeerde samen met zijn oudste broer Davis Rich Dewey af aan de Universiteit van Vermont in 1879. Zijn broer werd professor statistiek en economie aan het Massachusetts Institute of Technology. Na zijn afstuderen gaf John Dewey een jaar les in Oil City (Pennsylvania) en vervolgens nog een jaar in Charlotte (Vermont), nabij Burlington. Dewey was sterk geïnteresseerd in filosofie en in 1882 publiceerde hij zijn eerste artikel - "The metaphysical assumptions of materialism" - in het tijdschrift Journal of Speculative Philosophy. Op advies van de hoofdredacteur William Torrey Harris schreef Dewey kort daarna nog twee andere artikelen voor hetzelfde tijdschrift. Hierdoor aangemoedigd en gestimuleerd door de bevriende professor filosofie Henry Torrey besloot Dewey verder filosofie te studeren en leende hiervoor 500 dollar bij een tante. John Dewey behaalde zijn PhD aan de Johns Hopkins Universiteit in 1884. Hij studeerde onder meer bij George Sylvester Morris, die de interesse van Dewey voor Hegel opwekte. Onder Stanley Hall leerde hij psychologie.

### Werk

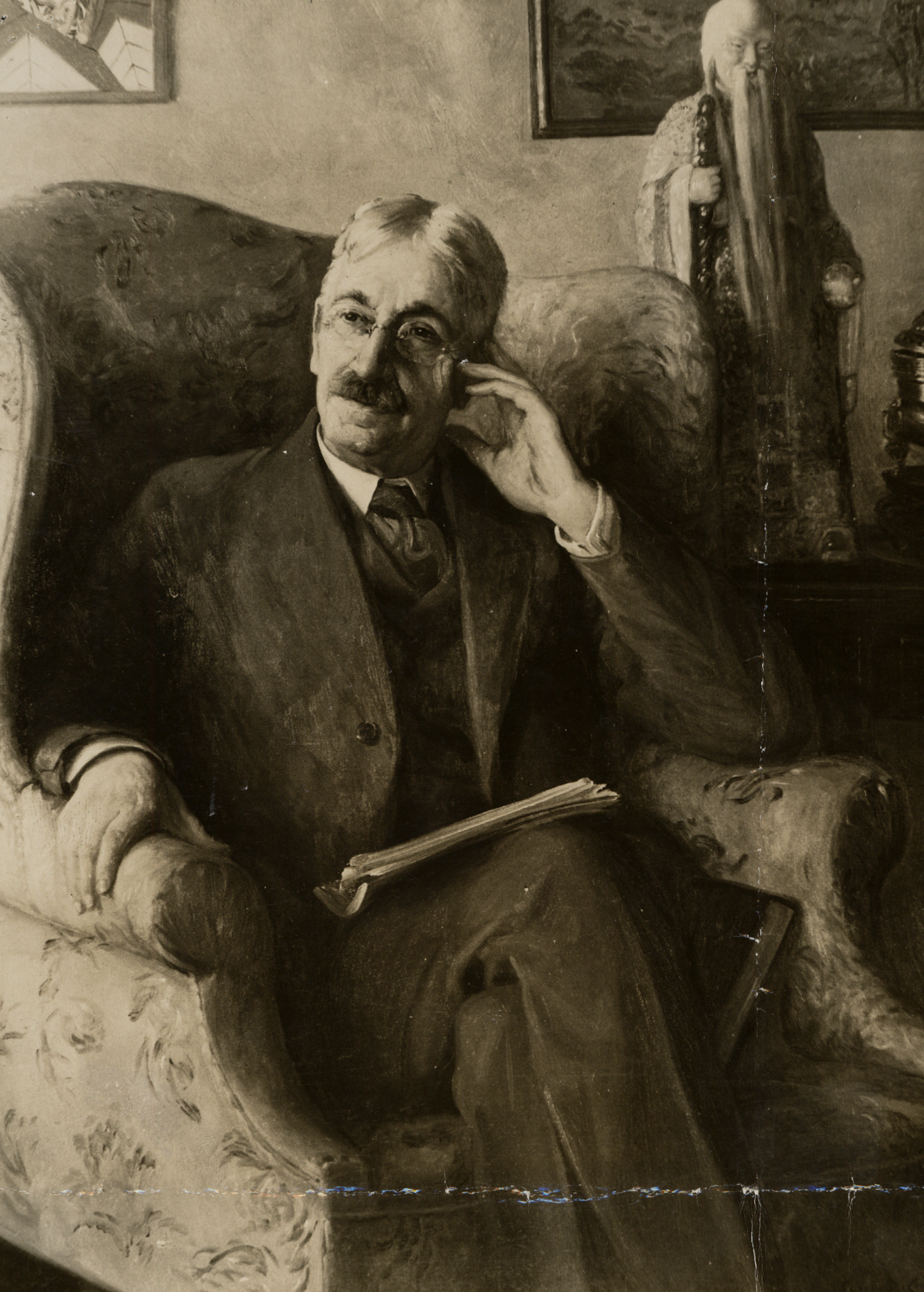
John Dewey.

Zijn professionele carrière startte aan de Universiteit van Michigan, waar hij doceerde van 1884 tot 1888 en van 1889 tot 1894. In 1894 werd hij voorzitter van de faculteit van de filosofie, psychologie en pedagogie aan de Universiteit van Chicago. Hij nam George Herbert Mead mee en trok de jonge James Rowland Angell aan om het psychologielaboratorium te leiden. Dewey kwam er in contact met de radicale standpunten van Henry George en sloot vriendschap met sociale hervormers als Jane Addams, Mary White Ovington en Alice Hamilton.
Aan de Universiteit van Michigan richtte Dewey de "Laboratory School" op, gebaseerd op de theorie dat de beste training voor leraars bestond uit echte praktijk. Voor dit project ging Dewey zelf op zoek naar sponsoring. De universiteit financierde dit project niet mee. Dewey oordeelde dat de universiteit hem onvoldoende steunde in zijn onderwijsopvattingen. Toen de Laboratory School tijdens een korte afwezigheid van Dewey door de universiteit werd samengevoegd met een ander klein onderwijsproject, werd het te veel voor Dewey en nam hij in 1904 ontslag.
In 1899 werd hij verkozen tot president van de American Psychological Association en tevens in 1905 tot president van de American Philosophical Association. Na een dispuut met de rector van de universiteit over zijn onderwijsproject ruilde hij dankzij de steun van James McKeen Cattell Chicago in voor de Columbia universiteit Daar gaf hij les van 1904 tot zijn pensioen in 1929. In 1910 werd hij als psycholoog opgenomen in de National Academy of Sciences.
Tijdens zijn jaren aan deze universiteit, heeft hij ook talloze reizen in de wereld gemaakt. De bekendste onder deze reizen zijn de colleges die hij gaf in Japan en China van 1919 tot 1921, zijn bezoek aan Turkije in 1924 om er als adviseur qua onderwijsbeleid te dienen, en zijn rondreis door de Sovjet-Unie in 1928, waar hij vele scholen bezocht. Deze vele reizen betekenden niet dat Dewey niet inzat over de sociale problematiek in de Verenigde Staten. Hij heeft zich vaak politiek en sociaal geëngageerd, waaronder op het vlak van vrouwenemancipatie, progressief onderwijs, de rechten van onderwijspersoneel, de humanistische beweging en wereldvrede. Zijn bezoek aan de Sovjet-Unie beïnvloedde zijn opvattingen over het liberaliseren van het onderwijs en het streven naar meer samenwerking tussen studenten en professoren. Hij schreef ook enkele artikelen over de politieke ontwikkelingen in dat land. Zijn kennis over de Sovjet-Unie werd opgepikt en Dewey leidde vanaf maart 1937 een niet-officiële onderzoekscommissie rond de spanningen tussen Jozef Stalin en Leon Trotski: de zogenaamde Dewey Commission. Deze commissie ging onder meer Trotski interviewen in Mexico. Onder redactie van Susan La Follette verscheen in 1938 het verslag onder de titel "Not guilty". Als reactie hierop werd Dewey door de conservatieven als communist bestempeld en door de linkerzijde als ultraconservatief.
Uiteindelijk stierf Dewey op 1 juni 1952, te New York.

## Functionalistische psychologie
Aan de universiteit van Michigan publiceerde Dewey zijn eerste twee werken, namelijk Psychology (1887) en Leibniz's New Essays Concerning the Human Understanding (1888), beide gekenmerkt door een sterke invloed van het Britse neo-Hegelianisme van die tijd. Hij poogt in Psychology een synthese te bekomen tussen enerzijds dit idealisme en anderzijds de experimentele wetenschap.

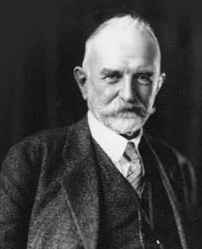
George Herbert Mead

Deweys aandacht verschoof, samen met die van zijn jongere collega's, James Hayden Tufts, George Herbert Mead en zijn student James Rowland Angell naar de psychologie door toedoen van de publicatie van het werk van William James, Principles of Psychology (1890). Hierin legde William James de nadruk op de invloed van de sociale omgeving op de cognitieve processen en het gedrag. Dit in tegenstelling bijvoorbeeld tot de fysiologische psychologie van Wilhelm Wundt en zijn volgelingen.
In 1894 vormde hij aan de net opgerichte universiteit van Chicago de Chicago group of psychology, samen met Mead, Angell en Tufts. Met Tufts zou hij later ook zijn werk Ethics (1908) schrijven. Deze nieuwe stijl om psychologie te beoefenen, later gekend als functionele psychologie, had een praktische inslag en legde de nadruk op handelen en toepassen. In Deweys artikel The Reflex Arc Concept in Psychology, verschenen in Psychological Review, had hij kritiek op de traditionele stimulus-response opvatting van de reflexboog. Hoewel hij niet wilde ontkennen dat er zoiets bestaat als stimulus, sensatie of response, was hij het niet eens dat men deze moest denken als gescheiden van elkaar. Dewey was van mening dat deze naast elkaar staande gebeurtenissen als schakels in een keten moesten bezien worden. Hij ontwikkelde het idee dat er een afstemming is, die zorgt dat het stimuleren wordt verrijkt door de resultaten van eerdere ervaringen. De response wordt daarbij dan gemoduleerd door zintuiglijke ervaring (sensorial experience).

## Filosofie
Hoewel Dewey altijd aan zijn filosofie refereerde als "instrumentalisme", wordt hij toch gezien als een van de drie hoofdfiguren in het Amerikaanse pragmatisme, samen met Charles Sanders Peirce, de grondlegger van het pragmatisme en de eerder vermelde William James die het pragmatisme populariseerde. Deweys inslag wordt sterk getekend door Hegeliaanse invloed. Dit in tegenstelling tot bijvoorbeeld James, die vooral uitging van het empirisme en utilitarisme. Ook ontbrak bij Dewey het moreel pluralisme en relativisme dat kenmerkend was voor James.

### Epistemologie
Een van de centrale thema’s in de filosofie van Dewey was de epistemologie. Hij sprak zelf liever van “theory of inquiry” (theorie van het onderzoek) of experimentele logica om zijn eigen werk op dit vlak te beschrijven. Dit toont zijn houding aan ten opzichte van het werk wat op het vlak van de kenleer was verricht door eerdere filosofen. De hedendaagse filosoof Richard Rorty beschreef de positie van Dewey omtrent epistemologie als volgt:
On both sides of the Channel [...] most philosophers have remained Kantian. Even when they claim to have "gone beyond" epistemology, they have agreed that philosophy is a discipline which takes as its study the "formal" or "structural" aspects of our beliefs, and that by examining these the philosopher serves the cultural function of keeping the other disciplines honest, limiting their claims to what can be properly "grounded". The great exceptions to this neo-Kantian consensus are, once again, Dewey, Wittgenstein, and Heidegger.
Volgens Dewey is de fout bij de traditionele theorieën, zowel rationalistische als empirische, dat ze een te sterke scheidingslijn tussen het denken, i.e. het domein van de kennis, en de feitelijke wereld trekken, naar waar deze gedachten normaal gezien verwijzen. Beide theorieën denken een “gedachte” als onafhankelijk bestaand van de wereld, epistemologisch als object van onmiddellijk bewustzijn en ontologisch als uniek aspect van het zelf. Het rationalisme volgde vooral dit patroon doordat ze, vanaf René Descartes, dacht in termen van aangeboren ideeën. Het empirisme aan de andere kant, onder anderen bij John Locke, trapte in deze val doordat ze redeneerde in termen van zintuiglijke input en het vormen van “’’ideas’’” in het hoofd. Dewey zelf was ervan overtuigd dat er een nieuw model moest gecreëerd worden.
Een belangrijk punt bij Dewey is dat hij ervaring (experience) niet ziet als iets persoonlijks, of iets bezittelijks (mijn ervaring), maar in eerste plaats als een ervaring van de omgeving (environment). Op deze wijze is een ervaring dus gedeeld met alle mensen en organismes die eveneens in deze omgeving verkeren. Deze visie op ervaring betekende een radicale breuk met klassieke opvattingen zoals bij Kant, in ruil voor een visie die dichter lag bij die van Hegel, die een eenheid stelde tussen object en subject. Deze kunnen enkel intellectueel gescheiden worden door toedoen van het zelfbewustzijn.

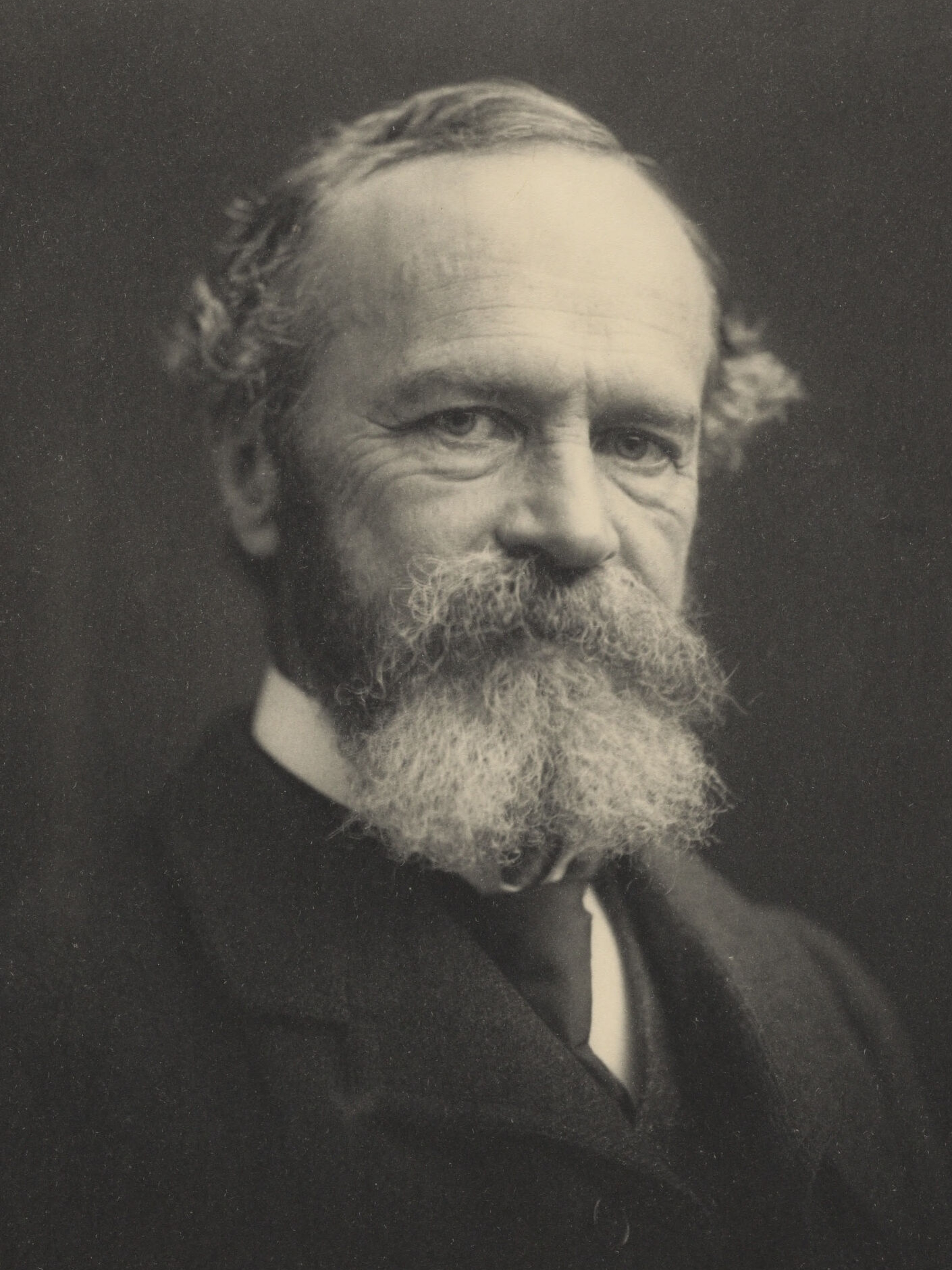
William James

Oorspronkelijk was zijn filosofie heel idealistisch. Later echter, door enerzijds de confrontatie met het werk van William James' boek Principles of Psychology (1891) en anderzijds de evolutieleer van Charles Darwin veranderde hij van richting. Vanaf dan trachtte hij de aanwerving van kennis te denken als een ontwikkeling van het organisme om gepast te reageren op zijn omgeving. Dus in tegenstelling tot klassieke opvattingen, zag Dewey denken als iets “genetisch”, dit wel zeggen als een product van de interactie tussen het organisme en zijn omgeving. Kennis is dan een praktisch instrument om deze interactie te beheersen en in goede banen te leiden. In dit verband sprak hij ook van instrumentalisme. Zo gaat de mens in een situatie waarop hij geen goede respons heeft (en dus de kennis ontbreekt), de praktische oplossing trachten te zoeken via een pad van trail-and-error en dus door het proberen van mogelijke oplossingen. Kennisverwerving is dus volgens Dewey een wisselwerking tussen enerzijds doen en anderzijds ondergaan: men probeert een mogelijke reactie uit (doing) en registreert dan het gevolg (undergoing) en past daarop zijn gedrag aan. Men kan echter niet altijd deze mogelijke oplossingen testen in de realiteit zelf, tenminste niet zonder aanzienlijke schade aan het individu zelf te berokkenen. Daarom, stelt Dewey, is de mens in staat om de denken en te redeneren: zo kan hij zijn hypotheses uittesten in zijn hoofd zonder echt gevaar te lopen.
Dewey verwierp hierbij ook de zoektocht naar een onbetwistbare basis voor kennis (foundationalisme). In plaats daarvan nam hij de positie van het fallibilisme aan, geheel in de trant van het pragmatisme. Deze visie hield in dat eender welke propositie die als kennis wordt beschouwd, dit statuut van (zekere) kennis slechts voorlopig heeft. Het is afhankelijk van haar geschiktheid om een coherent begrijpen van de wereld te geven, dat kan dienen als basis voor het menselijke handelen.
Een gevolg uit deze redeneringen was dat Dewey (net als James in zijn boek Pragmatism (1907)) van mening was dat de klassieke correspondentietheorie van de waarheid, die stelt dat iets waar is alleen als het overeenkomt of correspondeert met de realiteit, onhoudbaar en fout is. Daarentegen pleitte hij voor een waarheidstheorie die stelde dat iets waar is, als en slechts als het succesvol kan gebruikt worden in het menselijke streven om menselijke doelen te bereiken. Anders gesteld: iets is waar als het leidt tot het oplossen van een problematische situatie. Deze pragmatische waarheidstheorie kreeg veel kritiek te verduren, bijvoorbeeld door de Britse logicus en filosoof Bertrand Russell.

### Onderwijs en pedagogiek
Bekender dan voor zijn pragmatisme en instrumentalisme, is Dewey voor zijn ideeën rond onderwijs en vooral zijn poging haar te hervormen. Hij geloofde dat het leerproces een actief proces moest zijn en dat de klassieke onderwijsfilosofie hier niet in slaagde. Het klassieke onderwijs was volgens Dewey onnodig lang en restrictief. Zijn opvatting was dat kinderen naar school zouden moeten gaan om echt dingen te doen en ze zo zouden leren hoe ze zich in een samenleving moeten gedragen en hoe ze eraan kunnen bijdragen. Dewey wordt traditioneel geplaatst in het kamp van de progressive education-beweging, waartoe hij veel heeft bijgedragen. Hoewel vele van zijn geschriften al bijna honderd jaar oud zijn, wordt zijn werk nog steeds beschouwd als actueel. Hij treedt met zijn pedagogische inzichten in gesprek met talloze andere pedagogen, onder anderen de Fröbelianen, aanhangers van de Child-Study-beweging van G. Stanley Hall, de Neo-Herbartianen en de vroege progressivisten waaronder Francis W. Parker.

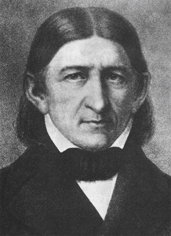
Friedrich Fröbel

Algemeen beschouwd, kan men Deweys werk opvatten als een voltrekking van de oudere ideeën rond het onderwijs van kinderen, geïnitieerd door pionier pedagogen bezield door de impulsen van de burgerlijk-democratische revolutie. Dit was vooral duidelijk in zijn opvattingen over opvoeding van kinderen, die verder bouwen op ideeën van Jean-Jacques Rousseau, Pestalozzi en Fröbel in West-Europa en van verwante hervormers in de Verenigde Staten. Dewey pleitte voor een sterkere aandacht voor de belangen en wensen van kinderen. Kinderen kunnen immers zelf niet voor hun belangen opkomen en hun problemen aan de man brengen. Deweys theorieën combineren echter enerzijds deze sterkere aandacht voor het kind als individu met rechten en behoeftes met nog een element: de nood aan hernieuwing van het onderwijssysteem door het ontstaan van een nieuw soort maatschappij.
Zo nam het kind in een koloniaal, agrarisch, kleinsteedse maatschappij actief deel aan het huishouden en de productieve activiteiten van de gemeenschap die het kind aanmoedigde tot zelfsturing, discipline, leiderschap en een onafhankelijk oordeel. Zulke nuttige kwaliteiten werden daarentegen ontmoedigd en verlamd door de nieuwe industriële, verstedelijkte samenleving waardoor het klassieke familieverband langzaam uiteenviel. In de stad groeide zo de opvoeding van kinderen tot een eenzijdig en verstoord patroon doordat de intellectuele bezigheden werden losgekoppeld van hun alledaagse praktische tegenhangers.
In zijn werk The School and Society (1900) tracht Dewey aan te tonen dat de bestaande onderwijssystemen volgens totaal willekeurige trends zijn ontstaan. Zo bestonden ze in zijn tijd vaak uit verschillende gecombineerde onderdelen, afstammend van verschillende tijden. Deze konden onmogelijk samen goed functioneren sinds zij vaak verschillende en zelfs regelmatig tegenstrijdige sociale belangen dienden. Het nieuwe schoolsysteem zou moeten pogen om de verloren gegane elementen van het ruraal, kleinsteedse leven te compenseren. De school moet als sociaal centrum dienen; ze moet aan kinderen die dingen geven die ze in hun privéleven ontbreken en desondanks noodzakelijk zijn om ze tot volwaardige leden van een democratische maatschappij te maken. Hij pleitte daarom ook dat het leren van praktische vaardigheden, de studie van de natuur en kunst voorrang zouden moeten krijgen op de traditionele vormen van onderwijs zoals lezen, schrijven en rekenen. De problemen die zouden opkomen bij het leren van deze praktische vaardigheden zouden automatisch moeten leiden tot het leren van abstracte en intellectuele kennis als antwoord op deze problemen.
Andere werken van Dewey over onderwijs zijn onder andere The Child and the Curriculum (1902), Democracy and Education (1916) en Experience and Education (1938). Een belangrijk opvolger was de pedagoog William Heard Kilpatrick, die sterk geïnspireerd was door de filosofie van Dewey.

### Democratie en politiek

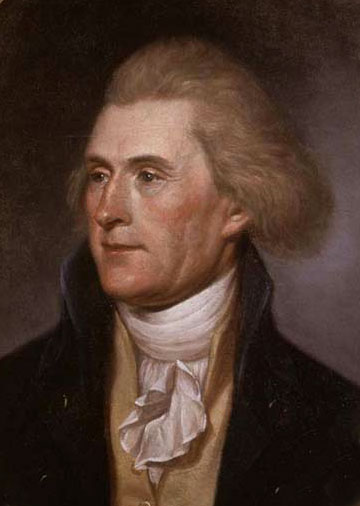
Thomas Jefferson

Coherent met zijn pragmatische instelling en zijn pedagogische visie, zag Dewey een gelijkaardig probleem aan het werk op vlak van het politieke, met name in de Amerikaanse democratie. Dewey vat normen en waarden immers op als iets dat grotendeels conventioneel bepaald is door de mensen zelf. Normen en waarden doen dienst als antwoord op problemen die zich voordeden in de samenleving. Dewey stelt echter dat de in zijn tijd heersende waarden misschien wel werkten in de vroegere eerder agrarische samenleving (community), maar niet meer in de hedendaagse samenleving die gekenmerkt wordt door onpersoonlijke sociale relaties (great society). Hierdoor verliezen de burgers hun directe betrokkenheid en vertrouwen in de politiek en de maatschappij. In zijn boek The Public and its Problems (1927) poogt hij te achterhalen waarom we wel een grote samenleving hebben (great society), maar geen evenredige groei qua gemeenschap (great community) en zoekt hij oplossingen om deze kloof te dichten. Een gelijkaardige vaststelling had Walter Lippmann ook gedaan, maar Dewey wilde, in tegenstelling tot Lippmann, dit oplossen door een sterkere en meer radicale democratie te creëren, terwijl Lippmann eerder pleitte voor een soort elite van experts die het land zouden moeten leiden. Dewey vond in dit probleem een geestesverwant in een van de Amerikaanse founding fathers, namelijk Thomas Jefferson, die hij daarom ook bewonderde.
Democratie zelf is voor Dewey daarnaast ook iets experimenteels, dit in tegenstelling tot de klassieke opvattingen over democratie. Volgens Dewey is de democratie niet in staat om de idées fixes in onze samenleving te kunnen bevragen en bekritiseren. Naast dit feit, dient de democratie ook het ideaal van zelfrealisatie: dit ideaal houdt immers de vrijheid in om zichzelf volledig te kunnen actualiseren als een sociaal wezen. Op deze wijze definieerde Dewey vrijheid positief, dit in tegenstelling tot de idee van een negatieve vrijheid – vrijheid als “vrij zijn van”- dat in die tijd sterk in trek was. Een ander kernwoord binnen dit ideaal is de notie “functie”, als de relatie tussen het individu en zijn omgeving. Dewey betoogde dat deze relatie gebaseerd moest zijn op een wederzijds aanpassen tussen het individu en zijn omgeving. Op deze wijze kan “zich inpassen” in de samenleving gelijkstaan aan de samenleving volledig veranderen. Hij definieerde democratie als volgt:
A democracy is more than a form of government; it is primarily a mode of associated living, of conjoint communicated experience.
Ook zag hij de democratie liever als “organisch” dan “atomistisch” en onbeweeglijk, een idee dat hij vooral uitwerkt in zijn vroege werken Leibniz's New Essays Concerning the Human Understanding (1888), Austin's Theory of Sovereignty (1894) en The Motivation of Hobbes's Political Philosophy (1918). Deze atomistische denkwijze komt bijvoorbeeld sterk tot uiting in de klassieke opvatting van de samenleving als Sociaal contract, waarin de samenleving zogenaamd wordt samengehouden door individuele belangen. De oorsprong van dit dualisme tussen enerzijds samenleving en anderzijds individu vond volgens Dewey zijn oorsprong bij Plato en vond uiteindelijk zijn hoogtepunt bij Descartes' cogito ergo sum. Dewey zag daarentegen de samenleving als iets wat groeit en evolueert, net zoals als zijn burgers. Pas wanneer deze vrijheid om te groeien werkelijk mogelijk is in de samenleving, kunnen de burgers ook werkelijk “vrij” zijn. Het doel van de democratie ziet Dewey dan ook in het veiligstellen van de voorwaarden waarop de zelfrealisatie van de burgers kan voortkomen.
Dewey stelde twee criteria voor om het democratisch gehalte van een samenleving te testen:
1. De mate waarin de gedeelde belangen in een samenlevingsvorm talrijk en gevarieerd zijn.
2. De mate van vrijheid van de interacties tussen de verschillende groepen in een samenlevingsvorm.

Door dit tweede criteria worden zo criminele organisaties uitgesloten om als voorbeeld voor de samenleving te dienen. De interacties tussen zo'n organisatie en de rest van de samenleving zou immers nooit vrij kunnen zijn, maar gaat altijd gepaard met geheimen, strafbare feiten, samenzweringen en criminaliteit.
De titel van zijn werk Democracy and Education (1916) wijst op de nauwe band die Dewey legde tussen de verwezenlijking van democratie en de noodzaak aan goed onderwijs. Zoals hierboven al vermeld was een van de kernpunten van de educatie van kinderen dat men ze klaarstoomt om hun taak in de samenleving te vervullen, en dit omvat dus ook het democratische burgerschap. Hij zag opvoeding en de school dan ook als een gemeenschap in het klein, waar - wil men een democratische samenleving bekomen - eveneens democratische structuren moeten worden aangebracht. In deze zin konden ook de twee eerder genoemde criteria gebruikt worden om een onderwijssysteem te evalueren.

### Religie
Hoewel religie of godsdienst geen onderwerp was dat in Dewey kerninteresse paste, heeft hij er toch één kort werk aan gewijd, namelijk A Common Faith (1934). In dit werk schets hij kort zijn visie op fenomenen als religie en God. Dewey spreekt zelf liever over het religieuze (the religious) omdat deze term beter uitdrukking geeft aan de attitude die mensen innemen ten opzichte van idealen of objecten. Hij plaats het accent dus in zekere zin bij de mens zelf en niet bij de religie of het instituut.
Op dit punt is hij het dus eens met William James, die hetzelfde uitgangspunt beschrijft in zijn werk The varieties of Religions Experience (1902). Een groot verschil echter is dat Dewey het religieuze niet ziet als iets louter individueels, ook al vertrekt hij niet vanuit de Kerk of de Leer, maar vanuit de persoonlijk ervaring. Dewey wijst erop dat men mensen niet los van hun medemensen of hun omgeving kan denken, maar dat ze er altijd mee in interactie staan.
Dewey onderscheidt verder twee soorten geloof: enerzijds het geloof in hogere doelen of het "Goede" en anderzijds een geloof dat vasthoudt aan bepaalde vaste idealen, of proposities die men voor onveranderbaar waar houdt. Bij deze tweede soort hoort ook het traditioneel geloof in een persoonlijke en statische God. Dewey betoogt dat door een te grote onderwerping aan zo'n God, men het eerste geloof uit het oog verliest en men dus niet meer wil werken aan deze wereld zelf, i.e. de medemens en de sociale omgeving helpen en verbeteren. Met andere woorden ontloopt de mens zijn verantwoordelijkheid door in een God als zijnde te geloven. Hij verwerpt in dit verband dan ook de theologie als een onzinnige leer. Dewey schrijft:
 Men have never fully used the powers they possess to advance the good in life, because they have waited upon some power external to themselves and to nature to do the work they are responsible for doing. Dependence upon an external power is the counterpart of surrender of human endeavor. (A Common Faith, p. 31-32)
Naast deze opmerking, geeft Dewey nog een tweede argument waarom men moet uitkijken voor het geloof in een statische God. Als gevolg van zijn epistemologische visie, komt kennis en waarheid tot stand door te interageren met de omgeving, i.e. door trail-and-error. Als men dingen niet zeker weet, gaat men ze uittesten, ofwel in de realiteit zelf, ofwel via het denken. Als men echter een te sterk geloof hecht aan een bovennatuurlijk wezen, remt dit dit proces van kennisverwerving af. Dit omdat men dan vaak de oplossing gaat zoeken bij dit bovenzinnelijke wezen, in plaats van in de natuur of de omgeving zelf.

### Hedendaagse relevantie
De relevantie van Dewey toont zich door de terug oplaaiende interessen in zijn werk vanaf de jaren zeventig door een gamma van nieuwe pragmatische filosofen zoals Richard Rorty, Richard J. Bernstein en Hans Joas. Ook filosofen als Jürgen Habermas en Hilary Putnam hebben in navolging van Richard Rorty in zijn boek Philosophy and the Mirror of Nature, Dewey erkend als een belangrijke filosoof.
Vanwege zijn procesgerichte en sociologisch-bewuste standpunten over de wereld en over kennis, worden zijn opvattingen soms ook beschouwd als een bruikbaar alternatief voor zowel moderne als postmoderne opvattingen. Dewey zijn non-foundationalistische (i.e. niet zoeken naar vaste fundamenten) methode gaat het postmodernisme met meer dan een halve eeuw vooraf. Hoewel hedendaagse vertegenwoordigers (zoals Rorty) niet altijd even trouw gebleven zijn aan Dewey zijn oorspronkelijke ideeën, zou dit geen probleem vormen voor Dewey zelf. Hij was immers zelf van mening dat oude doctrines altijd geherwaardeerd en gereconstrueerd moesten worden vooraleer zij nuttig konden zijn voor het hedendaagse denken. Hij zag immers een samenleving, en ook haar individuen als iets dynamisch.
Deweys ideeën over onderwijs en opleiding van kinderen hebben een zekere invloed gehad op de hedendaagse schoolsystemen, hoewel niet al te diepgaand. Ofschoon ze in Deweys ogen niet ver genoeg zijn doorgevoerd, hebben vele scholen in beperkte mate wel Deweys argumentatie gevolgd op vlak van het kiezen van hun curriculum, de onderwijstactieken en bij het doorbreken van het verbalisme, intellectualisme en individualisme dat het onderwijssysteem in die tijd typeerden.

## Privé
In 1886 trouwde Dewey met Alice Chipman, een studente die een kamer huurde in het pand waar ook hij verbleef. Samen kregen ze zes kinderen en adopteerden ze een zevende. Alice Chipman overleed in 1927 aan de gevolgen van arteriosclerose. In 1946 trouwde Dewey met Roberta Grant, waarmee hij nog twee kinderen adopteerde.

## Trivia
In 1968 werd in de Verenigde Staten een postzegel uitgebracht met daarop de beeltenis van John Dewey.

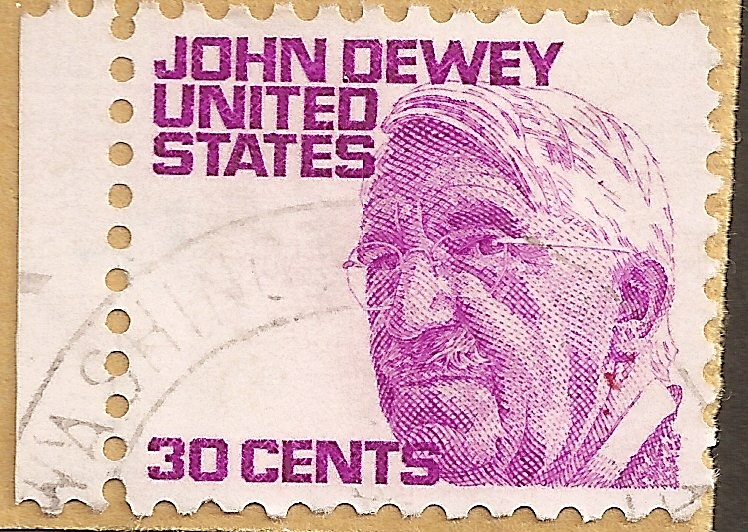
John Dewey op een postzegel

## Publicaties
John Dewey publiceerde zeer veel: over een periode van 70 jaar verschenen van hem ongeveer 1000 artikelen en boeken. Een aantal boeken van zijn hand:
- Psychology (1887)
- Leibniz's New Essays Concerning the Human Understanding (1888)
- My Pedagogic Creed (1897)[27]
- The School and Society (1900)
- The Child and the Curriculum (1902)
- Studies in Logical Theory (1903)
- Moral Principles in Education (1909)[28]
- How We Think (1910)
- The Influence of Darwin on Philosophy: And Other Essays in Contemporary Thought (1910)
- Democracy and Education: An introduction to the philosophy of education (1916)[29]
- Essays in Experimental Logic (1918)
- Reconstruction in Philosophy (1919)
- Human Nature and Conduct: An Introduction to Social Psychology (1922)
- Experience and Nature (1925)[30]
- The Public and its Problems (1927)
- Impressions of Soviet Russia (1928/1929)[31]
- The Quest for Certainty (1929)
- Individualism Old and New (1930)
- Philosophy and Civilization (1931)
- Ethics (met James Hayden Tufts) (1932)
- How We Think (1933)
- Art as Experience (1934)
- A Common Faith (1934)
- Liberalism and Social Action (1935)
- Experience and Education (1938)
- Logic: The Theory of Inquiry (1938)
- Theory of Valuation (1939)
- Freedom and Culture (1939)
- Knowing and the Known (1949) (met Arthur Bentley)

### Nederlands
In april 2011 werd een bundel vertalingen van pedagogische teksten van Dewey gepubliceerd onder de titel John Dewey over opvoeding, onderwijs en burgerschap. Een keuze uit zijn werk. Vertaling, inleiding en toelichtingen van Joop Berding. Uitgave SWP te Amsterdam.
Het religieuze bevrijd van religie (A Common Faith (1934)) 2013 Vertaling: Kees Hellingman  ISVW UITGEVERS